# Храм Всех Святых (Паттайя)
Храм Всех Святых (Всех-Святский храм, тайск. โบสถ์นักบุญทั้งหมดในพัทยา) — храм Таиландской епархии Русской православной церкви, расположенный в северной части города Паттайя, провинция Чонбури, Таиланд. Второй по времени появления приход Московского Патриархата в Таиланде и первый православный приход в этой стране, который построил полноценное храмовое здание.

## История

### Основание прихода
После распада Советского Союза в Паттайе стали селиться выходцы из СНГ. Паттайя стала наиболее популярным направлением у туристов из страны бывшего СССР, приобретя славу самого «русского» курорта Таиланда.
С середины 2000-х годов Представитель Русской Православной Церкви в Королевстве Таиланд игумен Олег (Черепанин) стал проводить богослужения в Паттайе для многочисленных русскоязычных туристов. Как он сам говорил в 2009 году: «самый пик туристического сезона в Таиланде приходится на православное Рождество Христово. В России выходные. Многие устремляются на новогодние и рождественские праздники в теплые края. Естественно, Рождество Христово для русского православного человека особый день. Туристы атакуют администрацию отелей с просьбой организовать православную службу, хотя бы молебен, те, в свою очередь, атакуют нас».
Так как никакого церковного помещения в Паттае не было, место для богослужения было любезно предоставлено хозяйкой известного отеля «Royal Cliff» Пангой Ватханакул, одновременно являющейся Почётным Консулом России в провинциях Чонбури и Районг. Большинство постояльцев этого отеля были гостями, прибывшими из стран СНГ. Таким образом было налажены богослужения в Рождественский сочельник в одном из лучших отелей Паттайи «Роял Клифф», который брал на себя всю организационную часть.
Однако возможности официально зарегистрировать здесь приход не было, поскольку в Таиланде никто из иностранцев не обладает правом частной собственности. Это стало возможным после того, как 20 июня 2008 года тайские власти зарегистрировали православную общину в Таиланде как юридическое лицо в формате общественного фонда с названием «มูลนิธิชาวคริสต์ศาสนิกชนดั้งเดิมออร์โธด็อกซ์ในประเทศไทย» («Orthodox Christian Church in Thailand»). 24 июня того же года на первом заседании комитета Фонда Православной Церкви в Таиланде Даниил (Данай) Ванна был избран его председателем. К тому времени в Паттайе проживали и работали несколько сот православных верующих, а также приезжали на отдых многочисленные туристы из России и стран СНГ.
8 июля 2008 годы в Паттайе в присутствии игумена Олега (Черепанина) состоялось собрание проживающих здесь православных верующих, на котором было принято решение об организации православного церковного прихода во имя всех святых от века просиявших, а также о вхождении прихода в Православную Церковь Таиланда в юрисдикции Московского Патриархата. Были избраны руководящие органы прихода и принят Устав, направленный на утверждение Председателю Отдела внешних церковных связей Московского Патриархата митрополиту Смоленскому и Калининградскому Кириллу (Гундяеву).

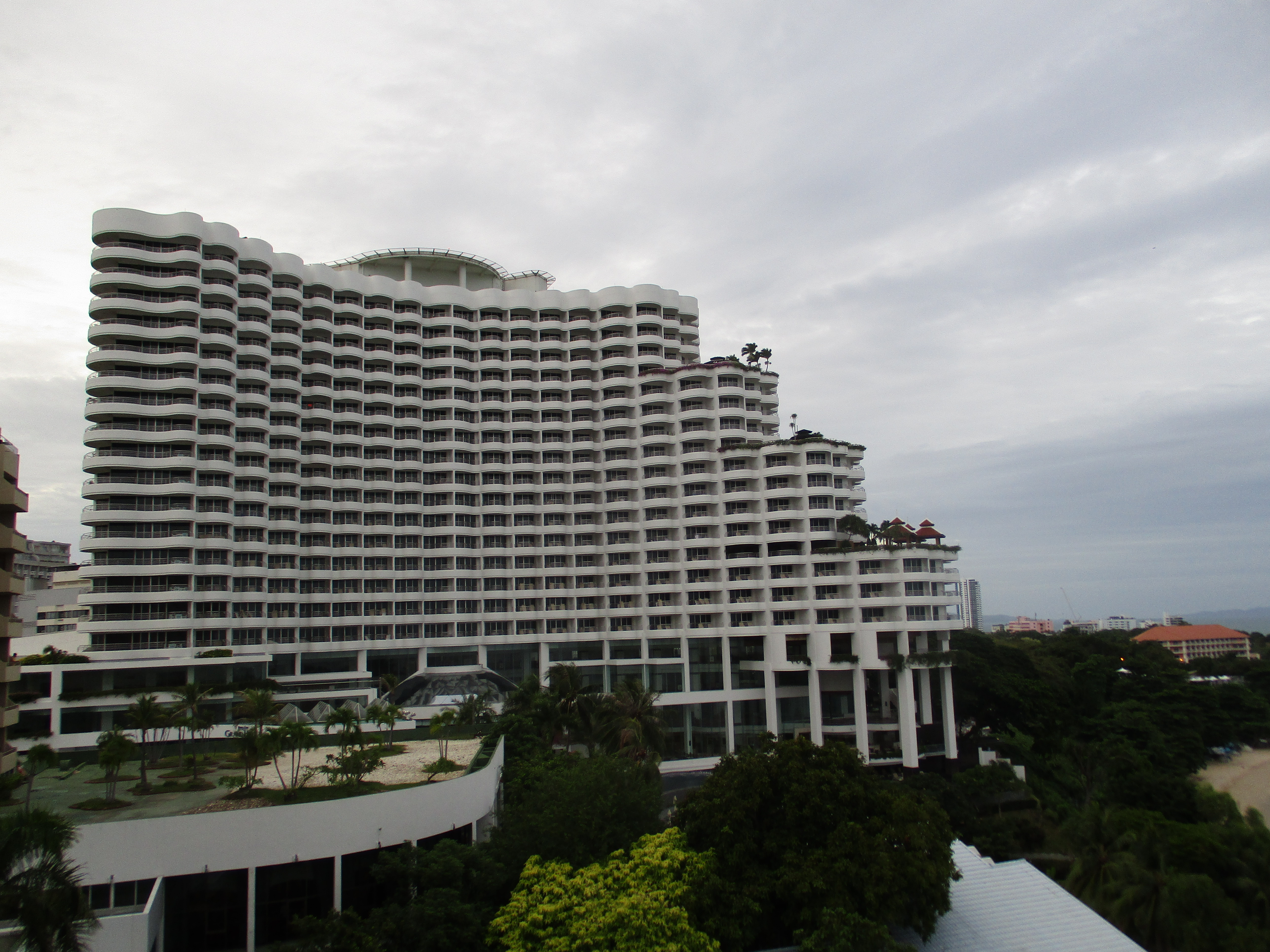
Отель Royal Cliff Beach Pattaya

5 августа 2008 года приход посетил игумен Олег (Черепанин) в сопровождении членов Приходского совета Свято-Николаевского прихода Бангкока и встретится с членами Приходского совета. На встрече обсуждались вопросы налаживания в Паттайе богослужебной и приходской деятельности и другие хозяйственно-финансовые вопросы.
С 30 ноября по 2 декабря 2008 года Паттайю с пастырским визитом посетил Представитель Русской Православной Церкви в Таиланде игумен Олег (Черепанин), встретившийся с членами приходского совета православной общины Паттайи, а также осмотревший несколько земельных участков, предполагаемых к покупке.
В декабре 2008 года приход посетил миссионер и религиовед Юрий Максимов и рассказал о об отношении Православия к буддизму.
6 января 2009 года после богослужения в Рождественский сочельник, игумен Олег встретился с членами Приходского совета и прихожанами Всехсвятского прихода Паттайи и обсудил вопрос приобретения в собственность участка земли и строительства православного храма в Паттайе. В результате встречи было признано целесообразным озаботиться этим незамедлительно, поручив проработку вопроса Председателю Комитета Фонда Православной Церкви в Таиланде диакону Даниилу Ванна.

### Строительство храма
4 февраля 2009 года игумен Олег (Черепанин) и диакон Данай Ванна посетили приход во имя всех святых г. Паттайи. Рассмотрев на месте все предлагаемые варианты и исходя из имеющихся материальных возможностей, был приобретен в собственность участок земли в северной части Паттайи в районе Наклыа, сой Лонг Бич, размером около 400 квадратных метров, что было достаточно для строительства храма. Покупка стала возможной благодаря целевому пожертвованию нескольких прихожан. Был подписан контракт на покупку земли и произведена государственная регистрация в земельном департаменте Паттайи нового собственника — Православной Церкви в Таиланде. При этом существовала возможность докупить в дальнейшем ещё один, примыкающий к церковной земле участок размером 200 м². Участок был практически, готов к застройке, так как не требовал значительных предварительных работ.
21 марта 2009 года вынесено на открытое обсуждение два различных варианта предполагаемого к возведению в Паттайе (провинция Чонбури) православного храма во имя Всех Святых.
23 мая 2009 года на расширенном заседании Комитета Православной Церкви в Таиланде было принято решение приоритетным считать строительство храма в Паттайе, выделив на первом этапе строительства на эти цели до 1,500,000 таиландских бат из средств Фонда.
5 июня 2009 года был подписан контракт и утверждены сроки строительных работ по возведению храма во имя Всех святых в Паттайе. Завершение общих строительных и отделочных работ было запланировано на декабрь 2009 года.
9 июня 2009 года игумен Олег (Черепанин) отслужил молебен непосредственно на строительной площадке, где уже начались строительные работы.
В соответствии с контрактом в июне строители заложили фундамент, сделали цементную стяжку полов первого этажа здания и вывели несущие столбы для кладки стен и подготовки второго этажа здания.
2 июля 2009 года был утверждён проект иконостаса для храма Всех святых в Паттайе, который было решено изготовить из тикового дерева и материалов, не поддающихся разрушению термитами, что актуально для стран Юго-Восточной Азии и Таиланда.
26 июля 2009 года игумен Олег (Черепанин) в сопровождении архитектора проекта г-на Вича и руководителей строительства совершил инспекционную поездку в Паттайю, где лично ознакомился с ходом строительных работ. В инспектировании также участвовали члены приходского совета будущего храма. По общему мнению строительство ведётся качественно и в соответствии с контрактом. Игумен Олег отслужил на строительной площадке молебен и Всем святым и объявил благодарность строителям и жертвователям храма.
16 октября 2009 года игумен Олег (Черепанин) посетил Всехсвятский приход города Паттайи, где ознакомился с ходом строительных работ по возведению храма во имя Всех святых, провёл рабочее совещание с инженерно-техническим персоналом, отвечающим за строительство, встретился с Председателем Приходского совета храма Михаилом Ильиным, с которым обсудил практические вопросы обеспечения программы торжеств. Кроме того, игумен Олег принял православных верующих из местных тайских жителей и выслушал их предложения относительно организации встречи Её Королевского Высочества Принцессы на церемонии открытия храма 20 декабря 2009 года.
17 ноября 2009 года игумен Олег (Черепанин) и иерей Данай Ванна, в присутствии богомольцев из Паттайи и Бангкока, совершили освящение пяти куполов и надкупольных крестов перед водружением их на храм. В тот же день купола были окончательно смонтированы.
23 ноября 2009 года строительный инженер компании THAI TAKENAKA Витча Лиратанакун вручил Представителю Русской Православной Церкви в Таиланде игумену Олегу (Черепанину) ключи от построенного храма. Таким образом за 8 месяцев строительство было полностью завершено, чему способствовали чёткая и ответственная работа строительной компании THAI TAKENAKA, профессионализм рабочих и бесперебойное финансирование строительных работ со стороны Фонда Православной Церкви в Таиланде.
Как отмечал Леонид Борисов, строительство храма первого храма в Таиланде вызвало неоднозначную реакцию в русскоязычной диаспоре Таиланда: «Пока храм в Паттайе строился, многие наши граждане горячо обсуждали на одном русском форуме телевизионные призывы отца Олега пожертвовать на его возведение. Основным предметом обсуждения был вопрос — разворует ли РПЦ собранные средства? Впечатление от этого обсуждения сложилось такое, что хулителей православной церкви не меньше, чем заступников. Между тем, в один прекрасный декабрьский день 2009 года, когда споры на тему „РПЦ — праведник или вор?“ еще не утихли, выяснилось, что красивейший храм в Паттайе уже построен и готов к освящению»
20 декабря 2009 года в ходе официальных торжеств, посвящённых 10-летия Православия в Таиланде, председатель Отдела внешних церковных связей Московского Патриархата архиепископ Иларион (Алфеев), возглавляющий официальную делегацию Русской Православной Церкви, совершил великое освящение храма. После Великого освящения состоялась Божественная литургия, за которой архиепископу Илариону сослужили: архимандрит Олег (Черепанин), игумен Софроний (Китаев), протоиерей Дионисий Поздняев, священник Алексий Трубач, иеромонах Иоасаф (Тандибиланг), священник Даниил Ванна, протодиакон Владимир Назаркин. По просьбе таиландских властей Архиепископ Волоколамский Иларион после Божественной Литургии вручил юбилейные медали «10-летие Православия в Таиланде» ряду прихожан.

### Благоустройство и роспись храма
25 марта 2010 года комитет Фонда Православной Церкви в Таиланде на очередном заседании принял решение о приобретении набора колоколов на звонницу храма Всех святых в Паттайе. Было решено остановиться на продукции Международного центра колокольного искусства (Россия), а необходимая сумма определена в размере 475 000 рублей (521 000 таиландских бат или 16 000 долл. США) из которых 275 000 руб. — стоимость набора из 8 колоколов, а 200 000 руб. — устройство «электронный звонарь», поскольку в сезон дождей подниматься на колокольню достаточно опасно.
23 апреля 2010 года Комитет Фонда Православной Церкви в Таиланде совместно с Представителем Русской Православной Церкви в Таиланде архимандритом Олегом (Черепаниным) на своем плановом заседании утвердил эскизы росписи купола и потолков. Для проведения работ в соответствии с трудовым законодательством Королевства Таиланд была приглашена группа таиландских живописцев. Признано обоснованным написание молитвы «Богородице Дево, радуйся…» на таиском языке. Работы финансировал которые сам приход; их планировалось закончить в течение 4-х месяцев.
30 мая 2010 года в храме впервые отмечался престольный праздник. Божественную Литургию совершали архимандрит Олег (Черепанин) и иерей Данай Ванна. За Богослужением молились прихожане не только местного прихода, но и специально приехавшие во Всех-Святский храм верующие из Бангкока, Пхукета и других мест Королевства. После отпуста архимандрит Олег объявил об открытии катехизаторских курсов в Паттайе, занятия которых будут проходить по воскресеньям вечером в трапезном зале Всехсвятского храма.
20 июня 2010 года была завершена роспись главного купола храма. В центре росписи находится изображение Божией Матери «Знамение», обрамленное надписанием молитвы «Богородице Дево, радуйся…» на таиском языке, далее — святые Евангелисты Матфей, Марк, Лука и Иоанн, пишущие Священное Писание в предстоянии ангелов. После Воскресной Литургии роспись была освящена иереем Данаем Ванна..
17 июля 2010 года в храме была полностью завершена художественная роспись храма.
31 октября 2010 года архимандрит Олег (Черепанин) провел встречу с прихожанами храма, выразившими желание открыть в Паттайе воскресную школу для детей. Архимандрит Олег поддержал данную инициативу и назначил своего помощника по катехизации, студента 5-го курса Томской Духовной Семинарии Евгения Петрова ответственным за воплощение этого проекта в жизнь, поручив ему подготовить соответствующие программы и затем начать преподавание.
15 ноября 2010 при храме открылись бесплатные курсы русского языка, рассчитанные на местных жителей — тайцев. Преподавателем стал выпускник Восточного факультета ЛГУ, редактор русскоязычной версии интернет-издания Pattayadailynews Леонид Борисов.
4 января 2011 года архимандрит Олег (Черепанин) совершил чин освящения набора из семи колоколов на звонницу храма, пожертвованных российской коммерческой фирмой «Оазис-Сочи». 8 января были завершены монтажные работы по установке колоколов. Всенощное бдение следующий день началось с уставного колокольного звона, послушать которой собрались не только православные верующие, но и местные тайцы. 27 марта того же года в храм доставлен «электронный звонарь», установка которого была поручена помощнику Представителя Русской Православной Церкви в Таиланде Владимиру Бунтилову.

### Дальнейшее развитие прихода

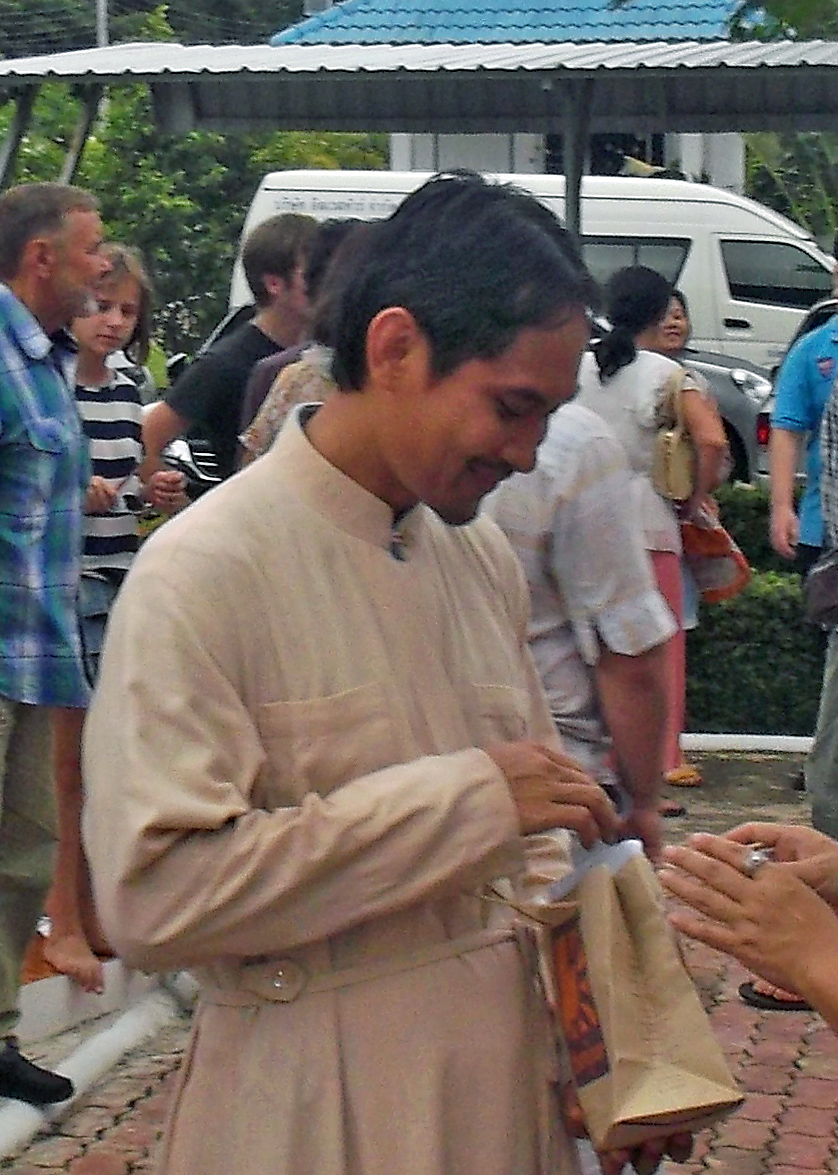
Протоиерей Даниил Ванна в 2014 году

2 августа 2011 года при храме стали проводиться курсы ознакомления с иконописью. Кроме традиционно православных верующих, написанием икон интересуются также православные тайцы и лаосцы.
Ввиду упрочения позиций православия в Паттайе и высокого духовного потенциала православного прихода в городе, в Представительство Русской Православной Церкви в Королевстве Таиланд стали поступать предложения о необходимости второго православного храма в Паттайе. В итоге 31 августа 2011 года в Земельном департаменте администрации Паттайи состоялась безвозмездная передача Православной Церкви в Таиланде участка земли под строительство второго православного храма в Паттайе, на юге города (Всехсвяткий храм расположен на севере), в «русском посёлке» «Baan Dusit Pattaya Lake», расположенном недалеко от района Джомтиен. 3 сентября того же года в Всехсвятском храме архимандрит Олег (Черепанин) провел встречу с православными верующими Паттайи, где был избран приходской совет нового Покровского прихода.
После шторма и наводнения, случившихся в Паттайе 11-12 сентября 2011 года, в результате разгерметизации покрытий куполов и кровли храма, внутрь храма во время дождей стала проникать вода, что угрожало фрескам. Приглашённая в связи с этим техническая комиссия компании «SCANDNECH CO., LTD.» подготовила проектно-сметную документацию на проведение работ по устранению повреждений перекрытий, герметизацию окон храма, а также последующую покраску фасада здания храма на сумму. 198,500 тайских бат. 28 сентября 2011 года рабочие приступили к ремонтным работам в храме.
11 февраля 2012 года руководитель Управления Московской Патриархии по зарубежным учреждениям архиепископ Егорьевский Марк (Головков) совершил Божественную Литургию в храме.
1 декабря 2012 года в храм в сопровождении полицейского эскорта были доставен ковчег с частицей мощей святителя Николая Чудотворца мощи и установлены в алтаре.
4 марта 2013 года в храме состоялось общее собрание Православной Церкви в Таиланде (Московский Патриархат), в котором приняли участие: духовенство и церковнослужители, несущие свое послушание в Таиланде; комитет Фонда Православной Церкви в Таиланде; представители Приходских советов православных приходов в Таиланде и Камбодже; избранные делегаты от приходов (по 2 чел. от каждого прихода). На собрании присутствовал вице-консул России в Таиланде Алексей Фалунин.
14 февраля 2014 года в храме совершил молебен архиепископ Егорьевский Марк (Головков).

### Расширение храма

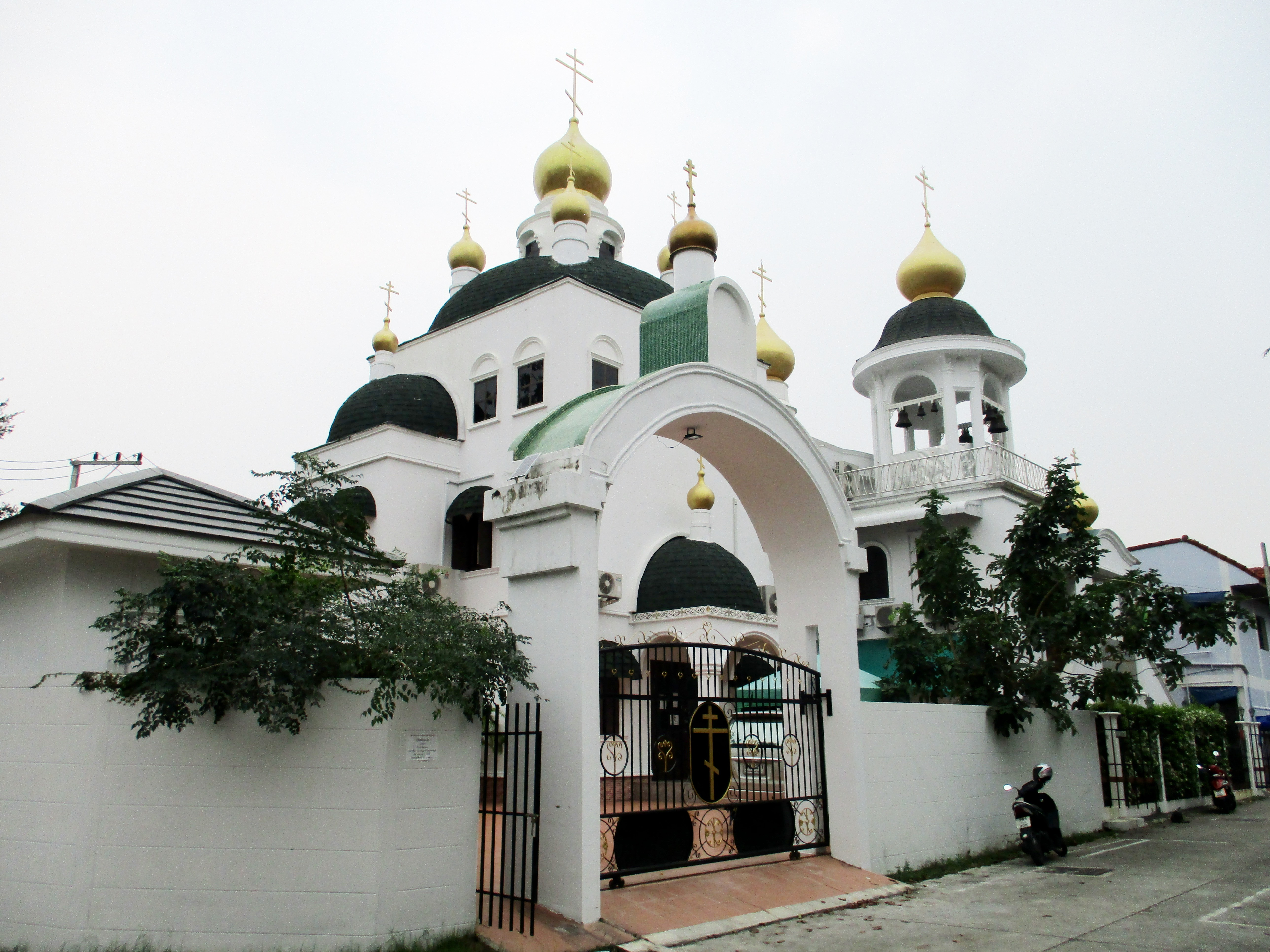
Храм Всех Святых в Паттайе в 2018 году

19 марта 2015 года протоиерей Данай Ванна приобрёл в собственность Православной Церкви в Таиланде за 6000000 тайских бат дополнительный, прилегающий к храму, участок земли размером 640 кв.м. Сумма на покупку земли собрана благодаря целевым пожертвованиям благотворителей. Необходимость покупки дополнительного участка земли продиктована количественным ростом прихожан Всех-Святского храма, богослужебными и хозяйственными потребностями храма.
5 июня 2015 года Представительство Русской Православной Церкви в Таиланде приняло решение: «одобрить генеральный план реконструкции Всех-Святского храма, в соответствии с предложенным проектом. Считать целесообразным устроение двух предельных храмов, строительство на храмовой территории жилого дома, детской игровой площадки и ряда др. построек. Направить данный проект на утверждение Священноначалия. Просить о посвящении предельных храмов во имя св. ап. Андрея Первозванного и св. мц. Фотинии».
15 июля 2015 года в храме началась реконструкция, подготовленная архитектурно-проектной компанией «TAKENAKA Co. Ltd.», готовившей проекты всех ранее построенных храмов в Таиланде.
29 июля 2015 при храме открылась воскресная школа для детей 6-11 лет.
В ходе реконструкции храма когда-то небольшой храм был значительно расширен: расширена внутренняя территория, увеличена в 2,5 раза внутренняя площадь. Добавилось два новых придела — верхний в честь апостола Андрея Первозванного, нижний предел — св. мц Фотинии Палестинской. Работа по реконструкции и внутренняя отдела осуществлялась местными специалистами. На территории храма возведен дом для духовенства и гостевой комплекс. Работы были окончены к началу сентября 2016 года.
24 сентября 2016 года было совершено малое освящение двух пристроенных приделов, которое совершил архимандрит Олег (Черепанин) в сослужении протопресвитера Иосифа Фастера (Американская Карпато-Русская епархия Константинопольского Патриархата), протоиерея Даниила Ванна, иерея Димитрия Савенкова, иерея Андрея Иващенко, иеромонаха Александра (Ващенко) и иеромонаха Михея (Пхиасаявонга).
19 октября того же года в нижнем приделе во имя мученицы Фотинии штатный священник храма иеромонах Александр (Ващенко) при участии певчих храма и богомольцев совершил первую Божественную Литургию.
13 декабря 2017 года руководитель Управления Московской Патриархии по зарубежным учреждениям епископ Звенигородский Антоний (Севрюк) совершил великое освящение двух приделов храма — святого апостола Андрея Первозванного и святой мученицы Фотинии.

## Современное состояние
Приделы:

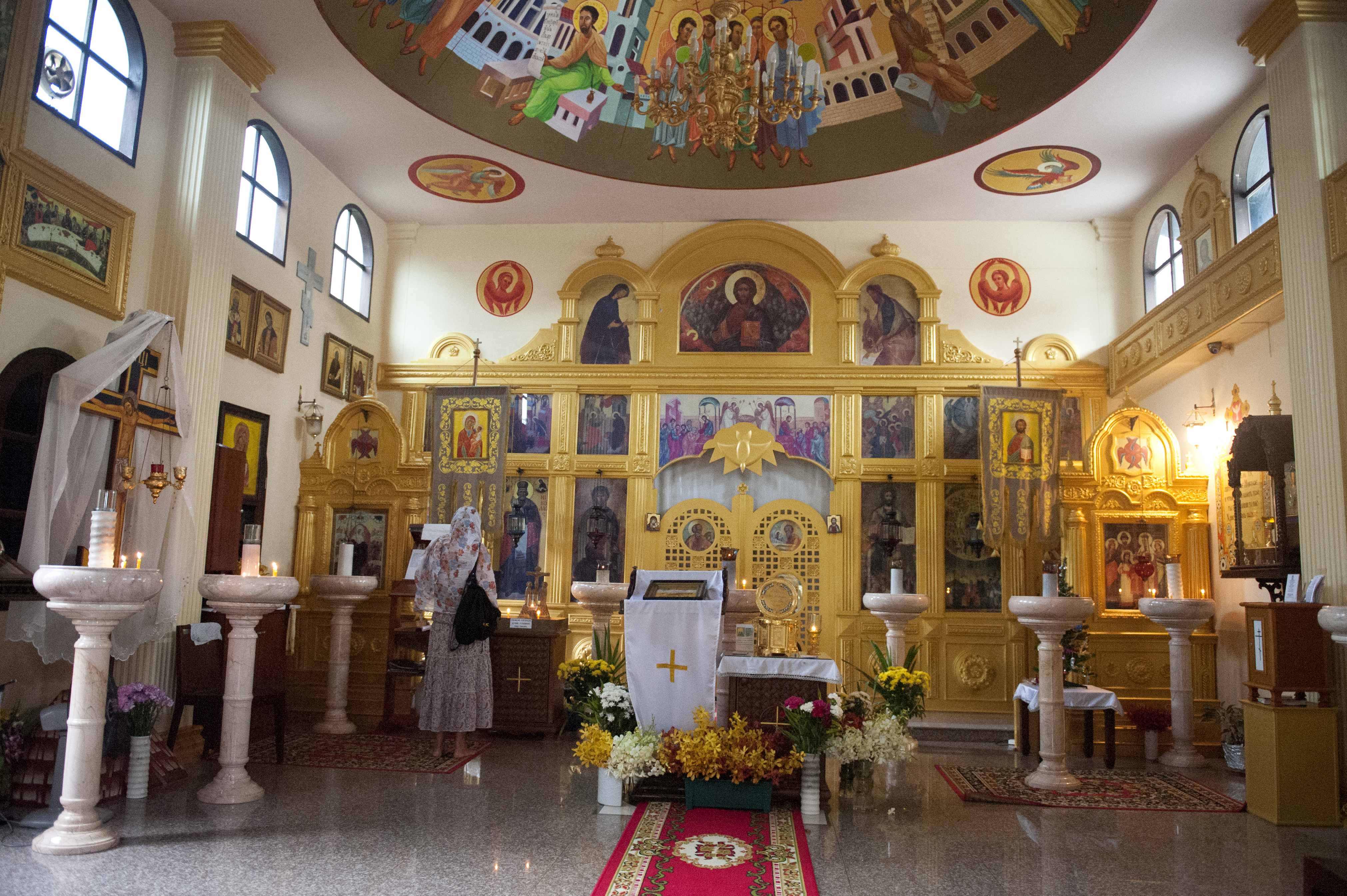
Интерьер Всехсвятского храма в Паттайе

- главный — во имя всех святых, от века просиявших
- верхний — во имя апостола Андрея Первозванного
- нижний — во имя мученицы Фотинии с баптистерием в форме креста для совершения Таинства Крещения с полным погружением в воду; благодаря отдельному входу[59] имеется возможность совершать отпевание усопшего с принесением тела внутрь храма[57].

Храм открыт для посещений ежедневно с 8.00 до 20.00.
В храме хранится список чудотворного образа святителя Николая и частица мощей блаженной Матроны Московской, переданная настоятелем Покровского собора в Гатчине протоиереем Михаилом Юримским.
Действуют Воскресная школа для детей и приходская библиотека, где собраны редкие книги по православию, а также по русской классической литературе.
Наиболее многолюдные богослужения в храме происходят на праздник Рождества Христова, так как на это время приходится на пик туристического сезона.
Ежегодно 9 мая в Паттайе проводится празднование случаю Дня Победы по силами русскоязычного сообщества города, в том числе Всехсвяткого прихода.
На сайте храма дается такое его описание: «принято снимать обувь и оставлять её на входе, по тайской традиции. Здесь нет продавца в иконной лавке. Самообслуживание, оплата кладется в ящик для пожертвований. На Литургии после чтения Апостола он прочитывается вновь, но теперь уже по-английски, и ещё раз — по-тайски. Также как и Евангелие. Ну, и главное: службы проводит тайский священник, отец Даниил (Данай) Ванна. Первый в мире православный священник-таец. Он принимает исповеди на трех языках. Здесь сложилась действительно многонациональная община».